# El Cerrato

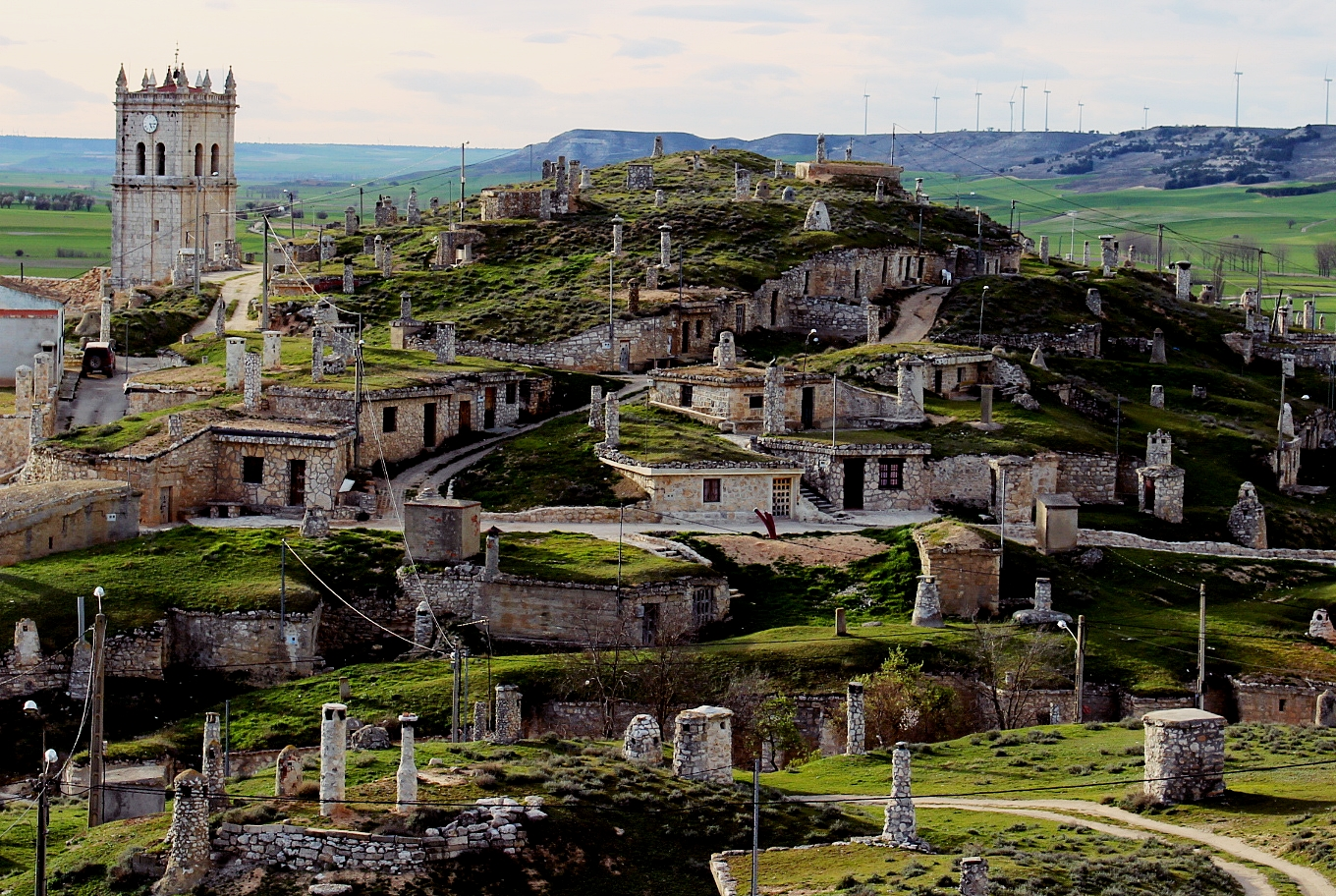
Baltanás, capital actual del Cerrato (Bodegas)

El Cerrato es una comarca natural española que comprende espacios de las provincias de Palencia, Burgos y Valladolid, aunque la parte más extensa corresponde a Palencia. Con una extensión de 1534 km², casi 25 000 habitantes y a una altitud media de 783 m s. n. m., la comarca contiene 37 villas, un lugar y la ciudad de Dueñas, título que le fue concedido por Alfonso XIII en 1928. Sus capitales a lo largo de la historia han sido Castroverde de Cerrato, Palenzuela y desde finales del siglo XV, Baltanás, municipio de mayor extensión. 

## Etimología
Unas fuentes dicen que el nombre viene del latín cirratus, que dio al romance zerrato, con el significado de "tierras onduladas dominadas por cerros o cerrales". Otras fuentes dicen que viene del latín serrare, en el sentido de zona cerrada, vallada o acordonada.

## Historia

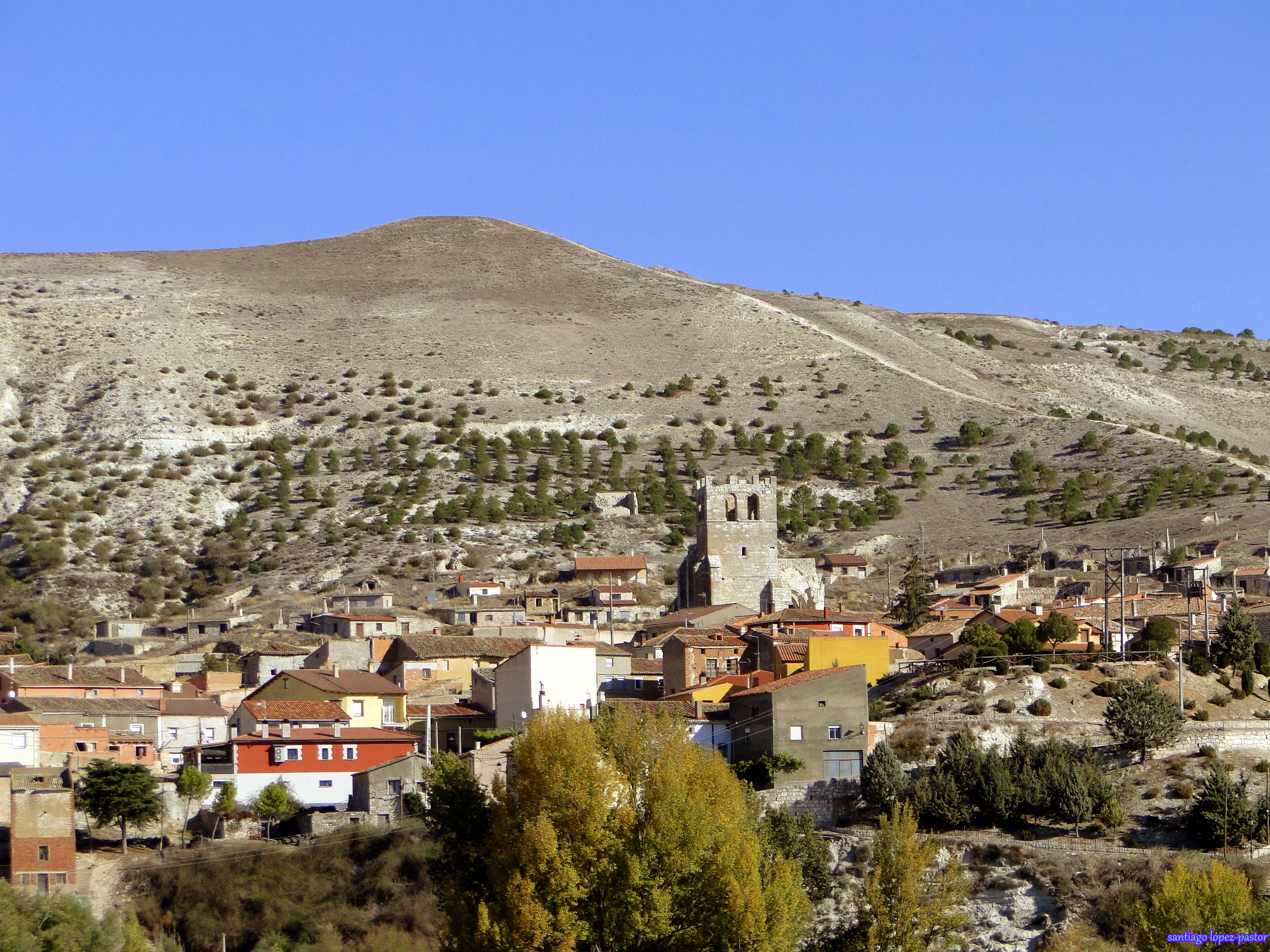
Palenzuela a los pies de la cuesta

La historia del Cerrato es en buena medida la historia general de España, de sus asentamientos prehistóricos, romanos y visigodos y de la Reconquista en la Edad Media, cuyo centro más importante dentro de esta comarca fue Palenzuela, la Pallantia celtíbera que se opuso y presentó resistencia a los romanos. Por esta zona hubo asentamientos neolíticos y de la Edad del Bronce. En la Edad del Hierro hubo un castro que posiblemente fue el que dio lugar a la población prerromana citada por el historiador Estrabón como capital de los vacceos. Todo el territorio mantuvo luchas continuas contra los romanos, especialmente contra los generales Lúculo (151 a. C.), Lépido (137 a. C.) y Calpurnio Pisón (135 a. C.). Durante las guerras sertorianas Pompeyo sitió la ciudad sin mejores resultados hasta que finalmente en otro intento consiguió arrasarla. Los supervivientes no ocuparon nunca más el lugar. En el siglo I los romanos fundaron Pallantia que con el tiempo sería Palencia.
Después de Palenzuela tomó el protagonismo Baltanás como cabeza o capitalidad de la Merindad del Cerrato, por voluntad y nombramiento de los Reyes Católicos. En el siglo XV Baltanás estuvo implicada junto con Palenzuela y Hornillos de Cerrato en la sublevación del Almirante de Castilla contra el rey Juan II y Álvaro de Luna. Este municipio ofrece el Museo del Cerrato ubicado en el antiguo palacio-hospital de Santo Tomás de Villanueva entre cuyas paredes puede estudiarse fácilmente la historia del Cerrato con sus personajes más relevantes.

## Geografía física
El Cerrato se formó durante millones de años por sucesivos episodios de sedimentación de la cuenca del río Duero y por los consecuentes desmantelamientos erosivos. Se formaron páramos calcáreos (que aguantaron bien la erosión) que a veces pueden superar los 900 m de altitud frente a los 720 m en que se hallan los valles. Entre los páramos y los valles de erosión se encuentra la zona media o cuesta que queda bien delimitada de dicho páramo por lo que se llama el cerral. En este nivel se asienta gran parte de las poblaciones.

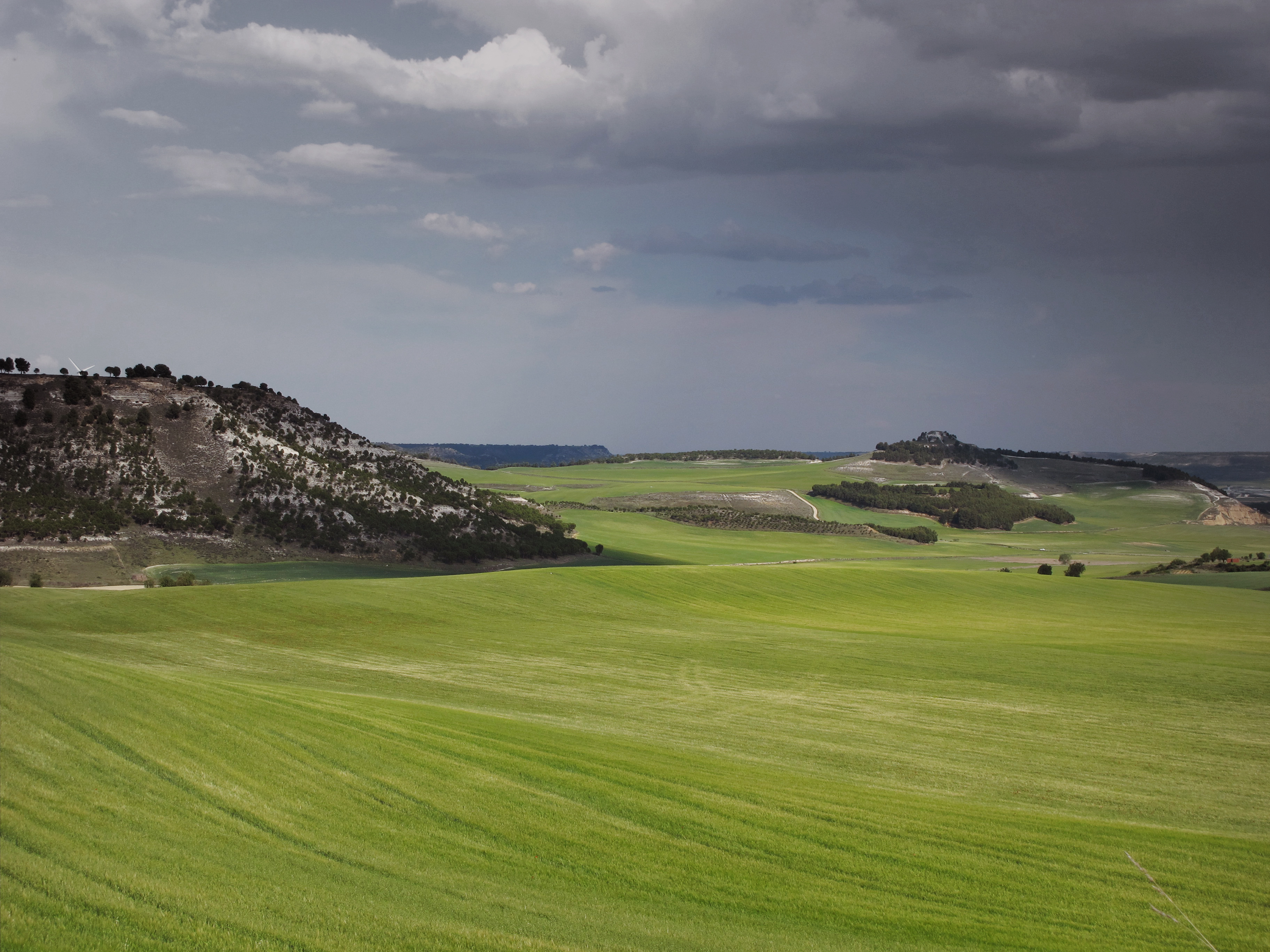
Páramos calcáreos

Sus agentes erosivos son los ríos y los arroyos que van formando las vaguadas o cárcavas cuando el río consigue atravesar una capa de materiales calcáreos y accede después a los niveles menos resistentes que se encuentran debajo, como son las margas, arcillas y yeso. Si estas cárcavas se amplían lateralmente por la acción erosiva, entonces se forman amplios valles excavados en los páramos y que descienden por las cuestas al encuentro de otros valles. Las laderas orientadas al norte suelen ser de pendientes más suaves y también más frías por estar menos soleadas. Están menos erosionadas y son más productivas para el laboreo. El paisaje rural está dominado por la agricultura mecanizada con cultivos de secano y regadíos a orillas de los ríos (Pisuerga y Carrión). 
El subsuelo presenta unos índices geotérmicos (de temperatura media) que hacen aprovechables sus aguas para la producción de energía geotérmica y baños termales. Además, las aguas sulfatadas sódicas de Baños de Cerrato tienen propiedades descongestionantes y purgantes, lo que las hace utilizables como bebida embotellada. Los buenos efectos de las aguas sulfurosas sódicas están reconocidos desde hace tiempo. Así,  el rey visigodo Recesvinto mandó a construir el templo de San Juan de Baños para agradecer que las aguas mineromedicinales le hubieran curado una litiasis.
El relieve está constituido por una serie de mesas o plataformas llamados páramos calcáreos de extensión variable y separados unos de otros por valles. Los  accidentes del relieve se conocen con los siguientes nombres: valles, páramos, laderas, cerros, lomas, cotarros y barrancos. Las alturas oscilan entre los 931 m s. n. m. en Greda (Cevico Navero) y aproximadamente 722 m s. n. m. en Baños de Cerrato (Venta de Baños). Las laderas orientadas al norte suelen ser de pendientes más suaves y también más frías por estar menos soleadas. Están menos erosionadas y son más productivas para el laboreo. Clima templado-frío continental con estación seca.

### Fitogeografía

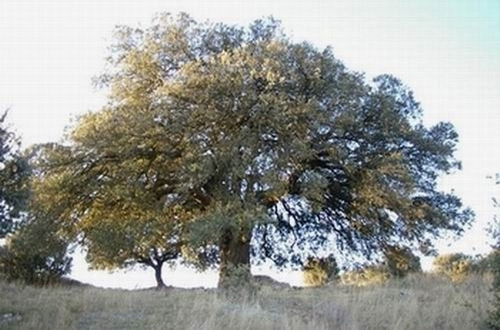
Encina centenaria

En cuanto a la vegetación, el bosque autóctono es de tipo mediterráneo, de encina y carrasca, adaptado al clima y al suelo. En medio de la sequedad de la comarca pueden verse bosques a las orillas de los ríos y de los riachuelos. Allí crecen árboles como el chopo común, el sauce blanco y el olmo común o negrillo, aunque este último va desapareciendo poco a poco por la enfermedad de la grafiosis. Los pastos de la cuesta se han aprovechado para el pastoreo desde tiempos remotos, pero últimamente ha sido tan intenso el apacentamiento que ha dejado el suelo desnudo y expuesto a la erosión por lo que los ingenieros de montes vieron la necesidad de recurrir a la plantación de pinares.
El paisaje rural está dominado por la agricultura mecanizada con cultivos de secano y regadíos a orillas de los ríos. La cuenca más importante de esta comarca es la del río Pisuerga que además recibe las aguas del río Carrión. Hay otras corrientes importantes pero de menor caudal y también hay que contar con dos corrientes más, que son el Canal de Villalaco (canal de Alfonso XIII) y el Canal de Castilla.

### Zoogeografía
En los páramos se encuentran liebres (Leporidae), conejos (Oryctolagus cuniculus), perdices (Phasianidae) y tórtolas (Columbina). 
Destaca la presencia de martinete común (Nycticorax nycticorax), nutria (Lutra lutra), desmán de los Pirineos (Galemys pyrenaicus), asociados a los cauces fluviales, mientras que en la zona de páramo, aparece avutarda común (Otis tarda), sisón común (Tetrax tetrax) y aguilucho cenizo (Circus pygargus), especies recogidas en el Catálogo Nacional de Especies Amenazadas (Real Decreto 439/1990, de 30 de marzo).

### Paleogeografía

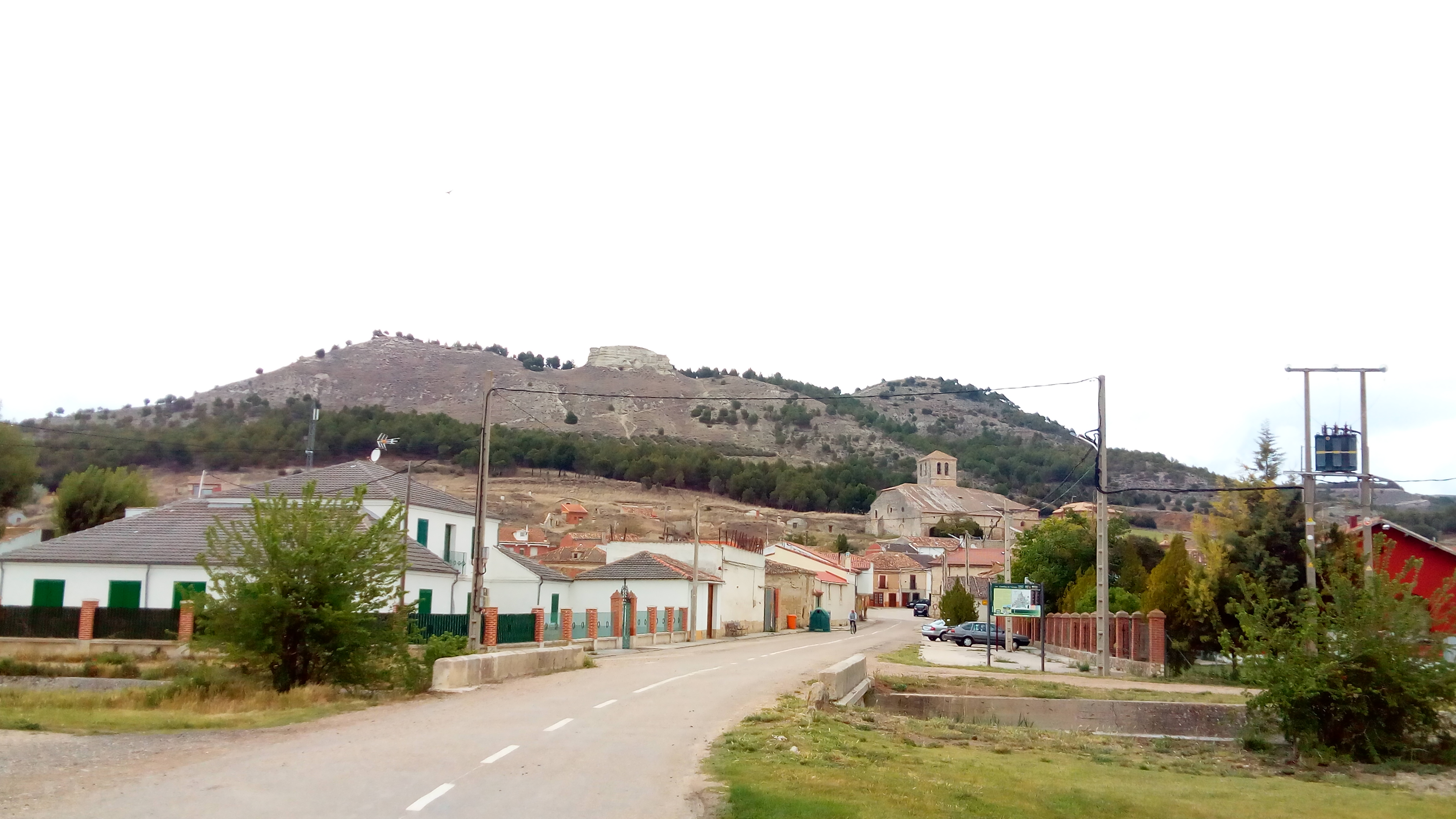
Monte del Cerrato y población a los pies

El Cerrato se formó durante millones de años por sucesivos episodios de sedimentación de la cuenca del río Duero y por los consecuentes desmantelamientos erosivos. Se formaron páramos calcáreos (que aguantaron bien la erosión) que a veces pueden superar los 900 m de altitud frente a los 720 m en que se hallan los valles. Entre los páramos y los valles de erosión se encuentra la zona media o cuesta que queda bien delimitada de dicho páramo por lo que se llama el cerral. En este nivel se asienta gran parte de las poblaciones.

### Edafología
El subsuelo cerrateño presenta unos índices geotérmicos (de temperatura media) que hacen aprovechables sus aguas para la producción de energía geotérmica.

### Hidrografía

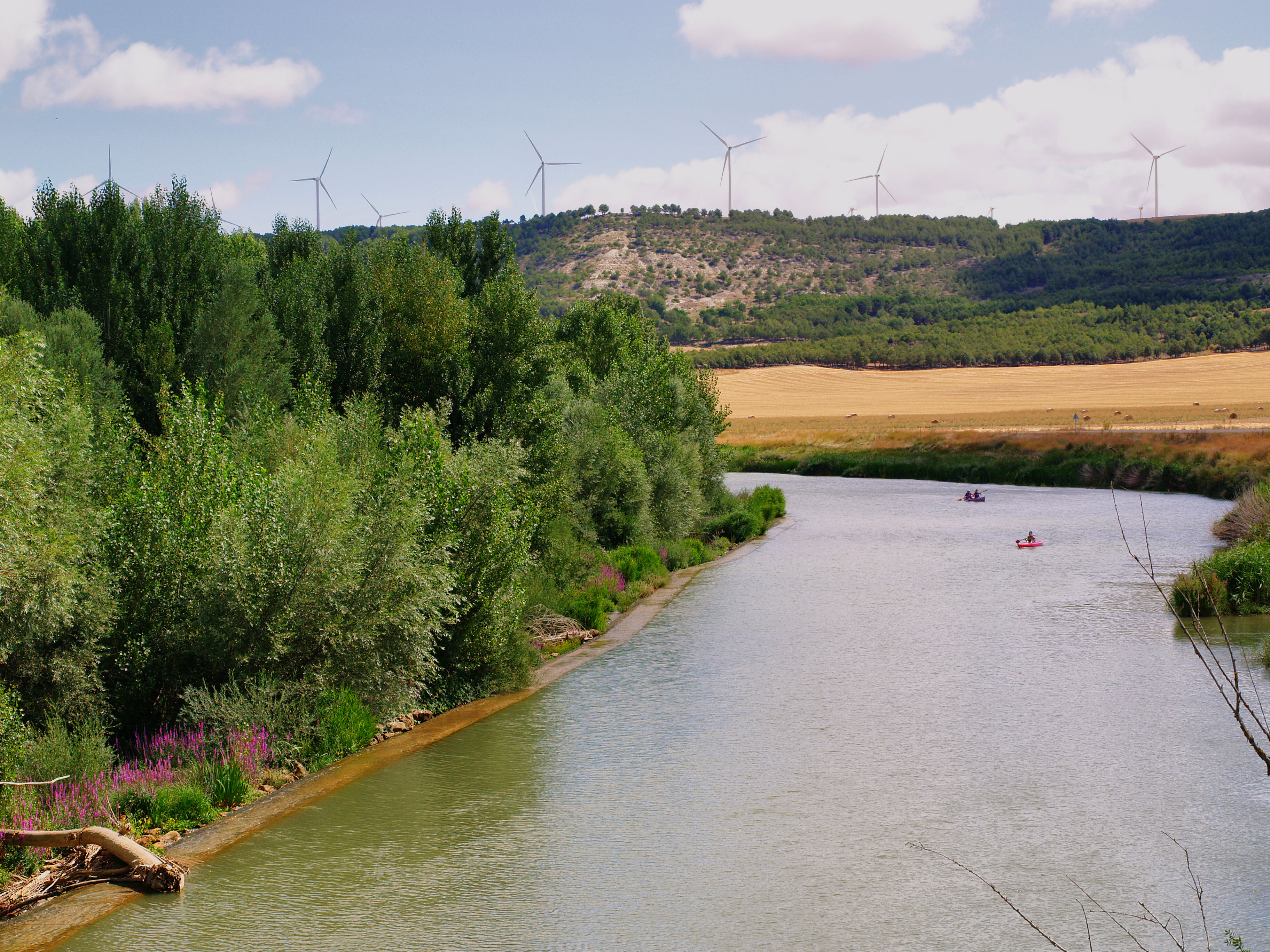
Río Pisuerga a su paso por Astudillo

Los ríos que atraviesan el Cerrato son:
- El Pisuerga que baña Villodre, Astudillo, Torquemada, Villamediana, Villaviudas, Reinoso de Cerrato, Magaz de Pisuerga, Soto de Cerrato, Baños de Cerrato, Hontoria de Cerrato, Tariego de Cerrato y Dueñas.
- El Esgueva que atraviesa Castrillo de Don Juan y Castroverde de Cerrato.
- El Carrión que baña Villamuriel de Cerrato y Dueñas.
- El Arlanza que atraviesa Palenzuela, Herrera de Valdecañas, Quintana del Puente y Torquemada.
- El Franco que nace en Villafruela (Burgos) y pasa por Cobos de Cerrato.

## Límites de la comarca
- Al norte con las comarcas naturales de Tierra de Campos (Palencia) y Campos de Castrojeriz (provincia de Burgos).
- Al sur limita con la Ribera del Duero, en la provincia de Valladolid.
- Al este coincide con el límite provincial de la provincia de Palencia. Con la provincia de Valladolid y Burgos tiene límite con las comarcas de Campo de Peñafiel, Tierra de Pinares y Ribera del Duero.
- Al oeste con las comarcas naturales de Tierra de Campos (Palencia) y con los Montes Torozos y el río Pisuerga (provincia de Valladolid).

## Red Natura 2000
En la comarca se encuentran los espacios incluidos en la Red Natura 2000: 
- ZEPA ES0000220 «Riberas del Pisuerga».
- LIC ES4120082 «Riberas del río Pisuerga y afluentes»
- LIC ES4120071 «Riberas del río Arlanza y afluentes»
- LIC ES4120072 «Riberas del río Arlanzón y afluentes»
- LIC ES4140053 «Montes del Cerrato»
- LIC ES4140129 «Montes Torozos y Páramo de Torquemada-Astudillo».

Otros espacios con distinto
grado de protección presentes son: 
- IBA n.º 42 «Río Pisuerga en Dueñas»
- IBA n.º 044 «Páramos del Cerrato».

## Turismo

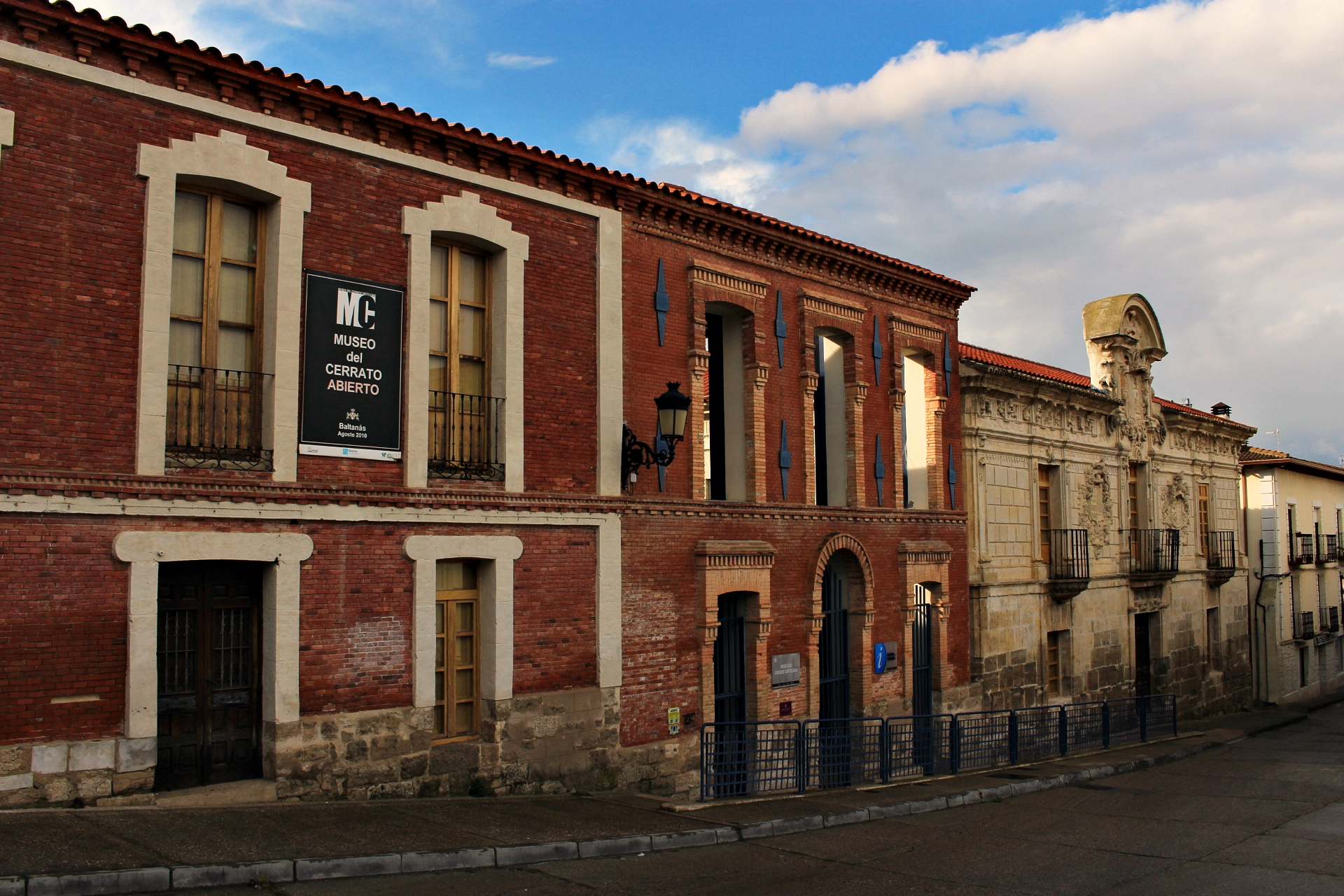
Museo del Cerrato (Baltanás)

La comarca cuenta con el Museo del Cerrato Castellano, un centro de interpretación y difusión del patrimonio artístico, cultural, histórico y paisajístico de la comarca del Cerrato Castellano. Este museo está localizado en Baltanás.

La oficina de turismo de la comarca se localiza en el municipio de Baltanás.

Además, se cuenta con diferentes rutas turísticas para recorrer la comarca, como la ruta por los chozos de pastores, rutas ornitológica, rutas cicloturistas por el Cerrato y rutas pueblo a pueblo.

## Municipios
Lista de los 42 municipios de la comarca del Cerrato:
- Alba de Cerrato
- Antigüedad
- Astudillo
- Baltanás
- Castrillo de Don Juan
- Castrillo de Onielo
- Castroverde de Cerrato
- Cevico de la Torre
- Cevico Navero
- Cobos de Cerrato
- Cordovilla la Real
- Cubillas de Cerrato
- Dueñas
- Espinosa de Cerrato
- Hérmedes de Cerrato
- Herrera de Valdecañas
- Hontoria de Cerrato
- Hornillos de Cerrato
- Magaz de Pisuerga
- Melgar de Yuso
- Palenzuela
- Población de Cerrato
- Quintana del Puente
- Reinoso de Cerrato
- Soto de Cerrato
- Tabanera de Cerrato
- Tariego de Cerrato
- Torquemada
- Valbuena de Pisuerga
- Valdeolmillos
- Valle de Cerrato
- Valoria la Buena
- Venta de Baños
- Vertavillo
- Villaconancio
- Villahán
- Villalaco
- Villamediana
- Villamuriel de Cerrato
- Villaviudas
- Villodre
- Villodrigo

| Escudo | Municipio              | Provincia  | Población (2019) | Imagen |
| ------ | ---------------------- | ---------- | ---------------- | ------ |
|        | Alba de Cerrato        | Palencia   | 87               |        |
|        | Antigüedad             | Palencia   | 363              |        |
|        | Astudillo              | Palencia   | 995              |        |
|        | Baltanás               | Palencia   | 1191             |        |
|        | Castrillo de Don Juan  | Palencia   | 207              |        |
|        | Castrillo de Onielo    | Palencia   | 98               |        |
|        | Castroverde de Cerrato | Valladolid | 221              |        |
|        | Cevico de la Torre     | Palencia   | 491              |        |
|        | Cevico Navero          | Palencia   | 194              |        |
|        | Cobos de Cerrato       | Palencia   | 143              |        |
|        | Cordovilla la Real     | Palencia   | 109              |        |
|        | Cubillas de Cerrato    | Palencia   | 61               |        |
|        | Dueñas                 | Palencia   | 2612             |        |
|        | Espinosa de Cerrato    | Palencia   | 144              |        |
|        | Hérmedes de Cerrato    | Palencia   | 80               |        |
|        | Herrera de Valdecañas  | Palencia   | 161              |        |
|        | Hontoria de Cerrato    | Palencia   | 105              |        |